# Geonoma jussieuana
Geonoma jussieuana är en enhjärtbladig växtart som beskrevs av Carl Friedrich Philipp von Martius. Geonoma jussieuana ingår i släktet Geonoma och familjen Arecaceae. Inga underarter finns listade i Catalogue of Life.